# Lettonie aux Jeux olympiques d'été de 2012
La Lettonie participe aux Jeux olympiques d'été de 2012 à Londres au Royaume-Uni du 27 juillet au 12 août de la même année, pour la 10e fois à des Jeux d'étés.

## Cérémonies d'ouverture et de clôture
La Lettonie est la 104e délégation, entre le Laos et le Liban dans l'ordre alphabétique francophone, à entrer dans le Stade olympique de Londres, au cours du défilé des nations durant la cérémonie d'ouverture. Le porte-drapeau de la délégation est le volleyeur Mārtiņš Pļaviņš.
Les délégations défilent mélangées lors de la cérémonie de clôture, à la suite du passage de l'ensemble des porte-drapeaux des nations participantes. Le drapeau letton est porté cette fois-ci par l'athlète Ineta Radēviča.

## Médaillés
| Sport                   | Discipline       | Athlète                       | Performance | Date         |
| Médailles d'or : 1      |                  |                               |             |              |
| Cyclisme                | BMX masculin     | Māris Štrombergs              | 37 s 576    | 10 août 2012 |
| Médailles de bronze : 1 |                  |                               |             |              |
| Beach-volley            | Tournoi masculin | Mārtiņš Pļaviņš Jānis Šmēdiņš |             | 9 août 2012  |

## Athlétisme
Les athlètes lettons ont jusqu'ici atteint les minima de qualification dans les épreuves d'athlétisme suivantes (pour chaque épreuve un pays peut engager trois athlètes, à condition qu'ils aient réussi chacun les minima A de qualification ; un seul athlète par nation est inscrit sur la liste de départ si seuls les minima B sont réussis), :
Minima A réalisés par deux athlètes
- en saut en longueur femmes,

- lancer du javelot hommes.

Minima A réalisés par un athlète
- en lancer du javelot femmes,
- heptathlon ;

- 100 mètres hommes,
- lancer du poids hommes,
- décathlon.

Minima B réalisés par un athlète (ou plus)
- en marathon femmes,
- 20 km marche femmes ;

- 1500 mètres hommes,
- marathon hommes,
- lancer du marteau hommes,
- 50 km marche hommes.

## Canoë-kayak

### Course en ligne
La Lettonie a qualifié un bateau pour l'épreuve K2 de 200 mètres hommes.

## Cyclisme

### Cyclisme sur route
En cyclisme sur route, la Lettonie a qualifié un coureur homme mais aucune femme.
| Athlète             | Compétition            | Temps   | Rang |
| ------------------- | ---------------------- | ------- | ---- |
| Aleksejs Saramotins | Course en ligne hommes | 5:46.37 | 56e  |

### BMX
| Athlète           | Compétition | Qualifications | Qualifications | Quarts de finale | Quarts de finale | Demi-finales | Demi-finales | Finale   | Finale |
| Athlète           | Compétition | Résultat       | Rang           | Résultat         | Rang             | Résultat     | Rang         | Résultat | Rang   |
| ----------------- | ----------- | -------------- | -------------- | ---------------- | ---------------- | ------------ | ------------ | -------- | ------ |
| Māris Štrombergs  | BMX hommes  |                |                |                  |                  |              |              |          |        |
| Edžus Treimanis   | BMX hommes  |                |                |                  |                  |              |              |          |        |
| Rihards Veide     | BMX hommes  |                |                |                  |                  |              |              |          |        |
| Sandra Aleksejeva | BMX femmes  |                |                | NC               | NC               |              |              |          |        |

## Gymnastique

### Artistique
Hommes
| Athlète            | Compétition       | Appareils | Appareils | Appareils | Appareils | Appareils | Appareils | Qualification | Qualification | Appareils | Appareils | Appareils | Appareils | Appareils | Appareils | Finale | Finale |
| Athlète            | Compétition       | S         | CA        | A         | SC        | BP        | BF        | Total         | Rang          | S         | CA        | A         | SC        | BP        | BF        | Total  | Rang   |
| ------------------ | ----------------- | --------- | --------- | --------- | --------- | --------- | --------- | ------------- | ------------- | --------- | --------- | --------- | --------- | --------- | --------- | ------ | ------ |
| Dmitrijs Trefilovs | Individuel hommes |           |           |           |           |           |           |               |               |           |           |           |           |           |           |        |        |

## Judo
| Konstantīns Ovčiņņikovs | Moins de 81 kg hommes  | Battu par Guilheiro (BRA) | NC                     |    |
| Jevgeņijs Borodavko     | Moins de 100 kg hommes | Bat Liu (ASA)             | Battu par Peters (GER) | NC |

## Lutte
La Lettonie a qualifié un athlète pour la lutte libre en moins de 84 kg.

## Pentathlon moderne
La Lettonie a qualifié Jeļena Rubļevska.

## Tennis de table
Hommes
| Athlète       | Compétition   | Tour préliminaire | 1er tour         | 2e tour          | 3e tour          | 4e tour          | Quarts de finale | Demi-finales     | Finale           | Finale |
| Athlète       | Compétition   | Adversaire Score  | Adversaire Score | Adversaire Score | Adversaire Score | Adversaire Score | Adversaire Score | Adversaire Score | Adversaire Score | Rang   |
| ------------- | ------------- | ----------------- | ---------------- | ---------------- | ---------------- | ---------------- | ---------------- | ---------------- | ---------------- | ------ |
| Matīss Burģis | Simple hommes |                   |                  |                  |                  |                  |                  |                  |                  |        |

## Tir
| Athlète           | Compétition                          | Qualification | Qualification | Finale | Finale |
| Athlète           | Compétition                          | Points        | Rang          | Points | Rang   |
| ----------------- | ------------------------------------ | ------------- | ------------- | ------ | ------ |
| Afanasijs Kuzmins | Pistolet à 25 m en tir rapide hommes |               |               |        |        |

## Volley-ball

### Beach-volley
| Athlète                               | Compétition      | Tour préliminaire                                                                    | Classement | Rattrapage        | Huitièmes de finale | Quarts de finale  | Demi-finales      | Finale            | Finale |  |
| Athlète                               | Compétition      | Adversaires Score                                                                    | Classement | Adversaires Score | Adversaires Score   | Adversaires Score | Adversaires Score | Adversaires Score | Rang   |  |
| ------------------------------------- | ---------------- | ------------------------------------------------------------------------------------ | ---------- | ----------------- | ------------------- | ----------------- | ----------------- | ----------------- | ------ |  |
| Mārtiņš Pļaviņš Jānis Šmēdiņš         | Tournoi masculin | Poule E Erdmann – Matysik (GER) Hernández – Villafañe (VEN) Nummerdor – Schuil (NED) |            |                   |                     |                   |                   |                   |        |  |
| Aleksandrs Samoilovs Ruslans Sorokins | Tournoi masculin | Poule D Fijałek – Prudel (POL) Chiya – Goldschmidt (RSA) Gibb – Rosenthal (USA)      |            |                   |                     |                   |                   |                   |        |  |